# Vetenskapsåret 1905

## Händelser

### Fysik
- 14 mars - I Tyskland presenterar vetenskapsmannen Albert Einstein sin relativitetsteori, vilken gör både tid och rum till något relativt medan endast ljusets hastighet är konstant och därmed lägger han grunden till 1900-talets fysik [1].
- Okänt datum - Albert Einstein publicerar fyra vetenskapliga artiklar. Tre av dessa anses var för sig vara tillräckliga för att vinna Nobelpriset. Dessa tre behandlade den speciella relativitetsteorin, fotoelektrisk effekt och brownsk rörelse. I den fjärde kommer han fram till att som en konsekvens av relativitetsteorin är massa en form av energi, E=mc².

### Teknik
- Okänt datum - Reginald Fessenden uppfinner superheterodynmottagaren.[2]

## Pristagare
- Bigsbymedaljen: John Walter Gregory [3]
- Copleymedaljen: Dmitrij Mendelejev
- Davymedaljen: Albert Ladenburg
- Lyellmedaljen: Hans Reusch
- De Morgan-medaljen: Henry Frederick Baker
- Nobelpriset: [4]
  - Fysik: Philipp Lenard
  - Kemi: Adolf von Baeyer 
  - Fysiologi/medicin: Robert Koch
- Wollastonmedaljen: Jethro Justinian Harris Teall [5]

## Födda
- 18 mars - Thomas Townsend Brown, fysiker
- 27 mars - Elsie MacGill, luftfartsingenjör
- 11 augusti - Erwin Chargaff, biokemist
- 31 augusti - Robert Bacher, kärnfysiker

## Avlidna
- 18 juni - Per Teodor Cleve, kemist
- 20 augusti - Franz Reuleaux (född 1829), tysk maskiningenjör och rektor för Tekniska högskolan i Berlin.

### Fotnoter
1. ↑  20:e århundrades När Var Hur - 1905, Bernt Himmelstedt, Forum, 1999
2. ↑  Nahin, Paul. The Science of Radio. sid. 91. ISBN 0-387-95150-4
3. ↑  ”Geological Society”. Arkiverad från originalet den 5 juni 2011. https://web.archive.org/web/20110605101836/http://www.geolsoc.org.uk/gsl/society/history/page753.html. Läst 13 april 2011.
4. ↑  ”Nobelpriset”. http://nobelprize.org/nobel_prizes/lists/all/index.html. Läst 10 april 2011.
5. ↑  ”Geological Society”. Arkiverad från originalet den 5 juni 2011. https://web.archive.org/web/20110605102217/http://www.geolsoc.org.uk/gsl/society/history/page750.html. Läst 13 april 2011.